# Marie-Antoinette Tonnelat
Marie-Antoinette Tonnelat (5 de març de 1912 - 3 de desembre de 1980) va ser una física teòrica i historiadora de la ciència francesa. Va participar en el vuitè Congrés Solvay en 1948.

## Biografia
Va néixer en Charolles, en el departament de Saona i Loira (França) i es va llicenciar en lletres i ciències per la Universitat de París, disciplines que va combinar dedicant-se a la Història de la ciència. Es va doctorar en física de fotons al 1941 sota la direcció de Louis de Broglie. Va treballar en el CERN assumint la direcció d'una línia de recerca del 1946 al 1956, any en què va ser investida professora titular de l'assignatura Història de la Física a la Universitat de París.
Va participar en el 8è Congrés Solvay de 1948 sobre partícules elementals, sent la quarta dona a participar després de les Curie i de Lise Meitner. Va rebre el Premi Henri Poincaré de l'Acadèmia de les Ciències francesa al 1970. Mor a París al 1980.
Gran divulgadora de l'obra d'Albert Einstein i Erwin Schrödinger. Va dedicar especial dedicació a la Teoria de la relativitat i tots els treballs experimentals derivats d'ella. També va estudiar la teoria gravitatòria euclidiana, la recerca filosòfica sobre la llum i la gravetat i la història de la ciència succeïda en els segles XVII i XVIII. Fruit dels seus estudis i recerques, són les següents obres:
- La Théorie du champ unifié d'Einstein et quelques-uns de ses développements (1955)[1][2]
- Els Principes de la théorie électromagnétique de la relativité (1959)
- Els Vérifications expérimentales de la relativité générale (1964)
- Els Théories unitaires de l'électromagnétisme et de la gravitation (1965)[3]
- Louis de Broglie et la mécanique ondulatoire (1966)[4]
- Histoire du principe de relativité (1970)[5]